# Stock (Längenmaß)
Der Stock war ein Längenmaß in der Torfwirtschaft. In dem norddeutschen Marschland und den Torfabbaugebieten entsprach das Maß allgemein der ortsüblichen Rute. Ausnahmen gab es in den niedersächsischen Regionen. Als Beispiel wäre Osnabrück zu nennen. Hier schrumpfte das Maß auf eine örtliche Elle. Das Maß wurde durch einen Stock, oft aus Holz, in der entsprechenden Länge dargestellt und in der Praxis zum Messen genutzt.
- 1 Stock = 8 Fuß (rheinländ.1 F. =  139,13 Pariser Linien = 313,8535 Millimeter[1]) etwa 2,51 Meter (err.)
- 1 Stock = 32 Schlag